# Oberschroffen
Oberschroffen ist ein Gemeindeteil der Gemeinde Unterneukirchen im oberbayerischen Landkreis Altötting.

## Geographie und Verkehrsanbindung
Das Dorf liegt südöstlich des Kernortes Unterneukirchen. Östlich des Ortes verläuft die Kreisstraße AÖ 10, südöstlich die Staatsstraße 2356 und westlich die B 299. Nordöstlich fließt der Alzkanal, südöstlich fließen der Mühlbach und die Alz.

## Sehenswürdigkeiten
In der Liste der Baudenkmäler in Unterneukirchen sind für Oberschroffen zwei Baudenkmale aufgeführt:
- das Laufwasserkraftwerk am Alzkanal
- die sogenannte Schroffen-Kapelle